# 常福寺 (金沢市)
常福寺（じょうふくじ）は、石川県金沢市東山の卯辰山山麓寺院群にある日蓮宗の寺院。山号は久栄山。旧本山は滝谷妙成寺、通師法縁。

## 歴史
正保4年（1647年）、日條の開山で高道町に創建された。明治元年（1868年）3月火災により焼失したため、長久寺から客殿を買い取り再興された。

## 伽藍
- 本堂
- 庫裡
- 山門

## 歴代
- 日條

## 参考資料
- 日蓮宗寺院大鑑編集委員会『宗祖第七百遠忌記念出版 日蓮宗寺院大鑑』大本山池上本門寺 (1981年)